# 이리에 료스케
이리에 료스케(일본어: 入江 陵介, いりえ りょうすけ, 1990년 1월 24일 ~ )는 일본의 수영 선수로 주 종목은 배영이다. 긴키 부속 고등학교와 긴키 대학을 졸업했다. 2014년 인천 아시안 게임 남자 배영 100m 결승 경기에서 52초34를 기록하며 금메달을 획득했다.